# Berbegal
Berbegal es un municipio de la comarca Somontano de Barbastro en la provincia de Huesca (España), situado entre los ríos Cinca y Alcanadre alzado en una peña, su distancia a Huesca es de 50 km.

## Toponimia
El término Berbegal proviene del protovascuence y significa «junto a los corderos en el humedal» (berr-beke-alde).

## Historia
- Sus orígenes son romanos.
  - Su creación es consecuencia de la necesidad de un asentamiento al servicio de la calzada que unía las ciudades de Ilerda y Osca
- El 1 de mayo de 1174 el rey Alfonso II de Aragón dio al obispo de Huesca las iglesias de Pertusa y Berbegal (DURÁN, Colección diplomática de la catedral de Huesca, Nº. 302)
- El 4 de abril de 1258 el rey Jaime I de Aragón donó a Pedro Martín de Luna la mitad de las pechas, cenas y redención del servicio militar de Berbegal (SINUÉS, nº. 476)
- El 30 de mayo de 1294 era de realengo (SINUÉS, nº. 477)
- El 6 de octubre de 1409 el rey Martín I de Aragón dio a Pedro de Torrellas el lugar de Berbegal, con sus aldeas (SINUÉS, nº. 483)
- El 31 de enero de 1510 el rey Fernando II de Aragón confirmó la investidura hecha a favor de Pedro de Torrellas (SINUÉS, nº.495)

## Economía
La economía de Berbegal, ha sufrido durante los últimos años una transformación importante, ya que desde siempre se había basado en la agricultura, posteriormente con la aparición de granjas, (porcinas, avícolas y bovinas), se complementó la actividad en el sector primario, donde también es destacable la cría extensiva de ganado ovino, aunque esta actividad está perdiendo empuje, al igual que la actividad agrícola, en parte debido a los problemas que atraviesa este sector de forma general. Esto ha hecho que buena parte de la población, se dedique a trabajar en los sectores secundario y terciario, tanto dentro como fuera de la localidad. Debido a que Berbegal todavía mantiene un número de población adecuado (en comparación con su entorno), esto permite que todavía subsista el pequeño comercio (dos tiendas, un bar restaurante, una carnicería, una panadería, un estanco, una farmacia y centro de salud). También existen en la localidad: una empresa de construcción, dos dedicadas a la instalación de riegos, un taller mecánico y una empresa dedicada a la fabricación de piezas de calderería y herrería en general. Además de esto, Berbegal, ofrece un polígono industrial, de reciente creación, para la instalación de empresas.

## Administración y política
| Período     | Alcalde                                           | Partido | Partido |
| ----------- | ------------------------------------------------- | ------- | ------- |
| 1979-1983   | Alfredo Ara Santolaria                            | PSOE    |         |
| 1983-1987   | Alfredo Ara Santolaria                            | PSOE    |         |
| 1987-1991   | Alfredo Ara Santolaria                            | PSOE    |         |
| 1991-1995   | Alfredo Ara Santolaria                            | PSOE    |         |
| 1995-1999   | Alfredo Ara Santolaria                            | PSOE    |         |
| 1999- -2003 | Miguel Abenoza Revilla Miguel Ángel Puyuelo López | PP CHA  |         |
| 1999- -2003 | Miguel Abenoza Revilla Miguel Ángel Puyuelo López | PP CHA  |         |
| 2003-2007   | Miguel Ángel Puyuelo López                        | CHA     |         |
| 2007-2011   | Miguel Ángel Puyuelo López                        | CHA     |         |
| 2011-2015   | Miguel Ángel Puyuelo López                        | CHA     |         |
| 2015-2019   | José Carlos Boned Fuertes                         | PSOE    |         |

| Partido político    | Partido político                                   | 2003   | 2007   | 2011   | 2015   |
| Partido político    | Partido político                                   | Ediles | Ediles | Ediles | Ediles |
|                     | Partido de los Socialistas de Aragón (PSOE-Aragón) | 2      | 3      | 3      | 4      |
|                     | Partido Popular de Aragón (PP)                     | 1      | —      | 1      | 3      |
|                     | Chunta Aragonesista (CHA)                          | 4      | 4      | 3      | —      |
|                     | Federación de Independientes de Aragón (FIA)       | —      | —      | 0      | —      |
| Total de concejales | Total de concejales                                | 7      | 7      | 7      | 7      |

## Demografía
Berbegal cuenta con una población de 325 habitantes (INE 2024).
| Gráfica de evolución demográfica de Berbegal entre 1842 y 2021 |
| |
| Población de derecho según los censos de población del INE Población de hecho según los censos de población del INEEn este censo se denominaba Berbegal y el Monte de Biarz: 1842 |

## Cultura

### Patrimonio
- Pozos, aljibes y bodegas excavadas
- Peñón de Muyed y Peñón de Santa Águeda (monolitos)
- Frontal de El Salvador, siglo XIII, actualmente se encuentra en depósito en el Museo Diocesano de Lérida. El ayuntamiento ha solicitando su devolución, ya que el obispado de Lérida mantiene la posesión de esta obra de arte. Es una pieza que pertenece al denominado conflicto por los bienes de la Franja.
- Iglesia de Santa María la Blanca (románico)
- Ermita de San Gregorio
- Ermita de Santa Águeda
- Ruinas de un antiguo edificio atribuido por la tradición a la orden del Temple
- Fuente de San Gregorio (fuente pública de agua), con abrevadero y lavadero (siglo XVI)
- Tramos de la calzada romana Ilerda-Osca
- Restos del poblado íbero de "Las Coronas"

### Deporte
- Circula el Gran Recorrido GR 45 Senderos del Somontano
- Club Deportivo Berbegal, de 1.ª Regional

### Fiestas
- Día 12 de enero en honor de san Victorián
- Día 5 de febrero en honor a Santa Águeda
- El sábado de Pascua, la fiesta del mallo
- Segundo fin de semana de julio las fiestas de verano
- Día 9 de mayo en honor de san Gregorio

## Hermanamientos
- Bielle, Francia.[10]